# Eudendrium terranovae
Eudendrium terranovae is een hydroïdpoliep uit de familie Eudendriidae. De poliep komt uit het geslacht Eudendrium. Eudendrium terranovae werd in 1895 voor het eerst wetenschappelijk beschreven door Watson. 